# 八王子本線料金所

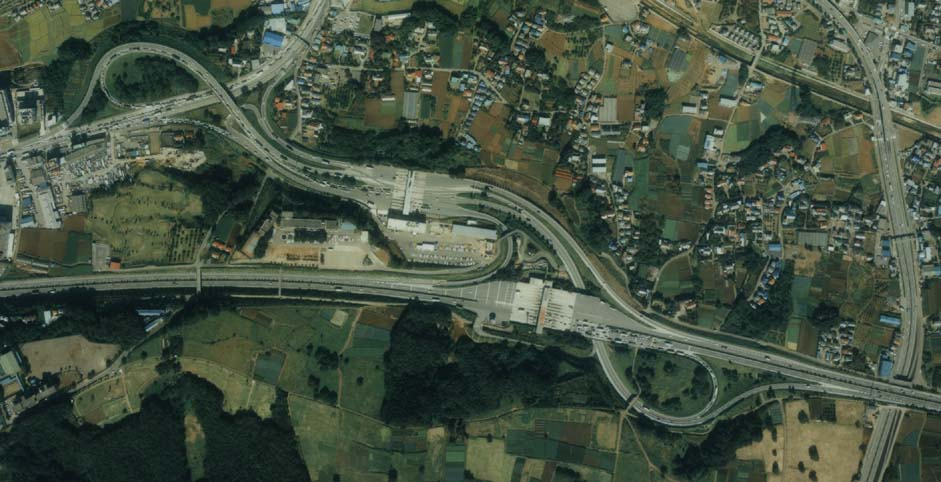
1989年度撮影の航空写真。

八王子本線料金所（はちおうじほんせんりょうきんじょ）は、東京都八王子市にある中央自動車道の本線料金所である。

## 概要
八王子ICに併設されている。中央道の料金制度は当料金所を境に高井戸方は均一制区間、小牧方は対距離制区間となっていたため、下り線では通行券を発行し、上り線では八王子ICまでの料金と八王子IC - 高井戸IC間の料金の合計額を徴収する。また、下り線は八王子ICの入口料金所も兼ねる。
2016年（平成28年）4月1日から中央道は全線が対距離制区間になっているが、非ETC車の料金徴収方式は変わらず、八王子IC - 高井戸IC間は事実上均一制区間のまま最長距離に応じた料金へと値上げされ、引き続き通行券発行・料金徴収が行われている。
ETC車については、2017年1月17日までは従前どおり当料金所上り線では八王子ICで区切って計算した料金が通知され、請求時に修正していたが、翌18日から当料金所上り線でも料金は通知されず、出口フリーフローアンテナで通知されるようになった。ETC時間帯割引の時刻判定は、八王子ICから流入の場合を除き2016年4月1日以降は行われなくなり、2017年1月18日から八王子IC下りオンランプのフリーフローアンテナが運用されたことにより完全に廃止された。
帰省の交通集中による渋滞や、初日の出暴走の検問風景など、しばしばテレビ番組に登場する。Uターン施設などが検問用に整備されているため、一般の交通取締のほか、廃棄物の不法積載・過積載などの珍しい取締りも行われている。2003年には非接触ICカード方式によるオートバイ用のETCの実験が行われた。

## 料金所
レーン運用は、時間帯やメンテナンスなどの事情によって変更される場合がある。

### 下り線（甲府・河口湖・小牧方面）
- レーン数：7（1 - 7番）
  - ETC専用：5
  - 一般：2

### 上り線（高井戸・新宿方面）
- レーン数：11（12 - 22番）
  - ETC専用：4
  - 一般：3
  - 休止：4

## 隣
E20 中央自動車道
(4) 国立府中IC - 石川PA - (5, 5-1, 5-2) 八王子IC/TB - 元八王子BS - 元八王子IC（事業中） - (6) 八王子JCT - (7) 相模湖東IC（下り線出口のみ） - (8) 相模湖IC